# Steganotaenieae
Tribu
Les Steganotaenieae sont une tribu de plantes à fleurs de la famille des Apiaceae. Elle comprend deux genres : Steganotaenia, le genre type, et Polemanniopsis.

## Liste des genres
Selon GRIN (20 mai 2021) :
- Polemanniopsis B. L. Burtt
- Steganotaenia Hochst.

## Taxonomie
Cette tribu est décrite par Carolina I. Calviño et Stephen R. Downie en 2007, qui la classent dans la sous-famille des Saniculoideae sous le nom scientifique Steganotaenieae. Une étude de 2010 reclasse cette tribu dans la sous-famille des Apioideae.